# Yevhen Braslavets
Yevhen Braslavets, né le 11 septembre 1972 à Dnipropetrovsk, est un skipper ukrainien.
Il est sacré champion olympique en 470 aux Jeux olympiques d'été de 1996 avec Ihor Matviyenko. Il est le porte-drapeau de la délégation ukrainienne aux Jeux olympiques d'été de 2000, où il termine sixième de la course de 470 avec Ihor Matviyenko. Il est neuvième de 470 aux Jeux olympiques d'été de 2004.